# Schmira
Schmira ist ein Ortsteil der thüringischen Landeshauptstadt Erfurt.

## Geografie
Schmira liegt südwestlich des Erfurter Stadtzentrums in einer Talsenke am Abhang des Alacher Muschelkalkplateaus, das zur Altstadt hin entwässert wird. Die Umgebung des Ortes ist waldfrei und von der Landschaft des Thüringer Beckens geprägt. Schmira besteht aus dem alten Dorf Schmira im Westen und der Siedlung Schmira im Osten, die direkt an die Brühlervorstadt angrenzt.
Nachbardörfer sind Frienstedt im Westen, Bindersleben im Norden, Hochheim im Osten und Bischleben-Stedten im Süden.

## Geschichte

Karte von Schmira (1843)

Schmira wurde 1243 erstmals urkundlich erwähnt. Reste von Klostermauern westlich der heutigen Kirche deuten auf eine Ortsgründung vor dieser Zeit. Die Namen Smyre und Smire sind über Jahrhunderte zu verfolgen. 1280 wird Günter von Schmira zusammen mit Heinrich von Kirchberg und dem Arzt Konrad von Herbsleben als Zeuge in einer Urkunde des Klosters Kapellendorf für Fulda erwähnt.
Bis 1665 gehörte das Dorf zum sächsischen Besitz (Wettiner und Ernestiner), anschließend wie die Stadt Erfurt zu Kurmainz. Allerdings war Erfurt bereits ab 1485 Lehnsmann in Schmira. Bei einer Verwaltungsreform des Erfurter Staats wurde Schmira 1706 dem Amt Alach zugeteilt. Nach der Säkularisation 1803 gelangte das Dorf gemeinsam mit Erfurt an Preußen, bei dem es bis 1945 verblieb.
Der Ort wurde um den 10. April 1945 von US-Truppen besetzt, Anfang Juli abgelöst durch Rote Armee. Damit wurde Schmira Teil der SBZ und ab 1949 der DDR.
Am 1. Juli 1950 wurde Schmira nach Erfurt eingemeindet.

### Einwohnerentwicklung
| Jahr      | 1792 | 1843 | 1894  | 1910 | 1939 | 1990 | 1995 | 2000 | 2005 | 2010 | 2015 | 2020 |
| --------- | ---- | ---- | ----- | ---- | ---- | ---- | ---- | ---- | ---- | ---- | ---- | ---- |
| Einwohner | 0225 | 0313 | 0 641 | 0790 | 1059 | 0704 | 0712 | 0749 | 0760 | 0935 | 0983 | 0947 |

## Wirtschaft und Infrastruktur
Im Umfeld von Schmira dominiert die Dienstleistungsbranche; Industriegebiete liegen hier nicht. Zu den Dienstleistern zählen der Flughafen Erfurt mit anschließenden Gewerbeflächen etwa vier Kilometer nördlich sowie die Messe Erfurt und der MDR/KIKA etwa einen Kilometer östlich.
Schmira liegt an der ehemaligen Bundesstraße B 7, etwa vier Kilometer westlich des Stadtzentrums. Stadtauswärts führt die B 7 nach Gotha und zur Bundesautobahn A 71 Anschlussstelle Erfurt-Bindersleben. In Schmira gab es bis 1967 einen Haltepunkt der Kleinbahn Erfurt–Nottleben.
An den öffentlichen Personennahverkehr ist Schmira über einen Stadtbus angebunden. Gut 500 Meter östlich des Dorfes beim Messegelände beginnt die Stadtbahnlinie 2, die direkt ins Erfurter Zentrum führt.

## Sehenswürdigkeiten
- Die dem hl. Nikolaus geweihte Kirche wurde bereits um 1315 erwähnt.

## Vereinsleben
Im Sportverein SV Schmira e. V. waren 2012 etwa 60 Mitglieder in den Abteilungen Fußball, Kegeln (inzwischen aufgelöst) und Gymnastik aktiv. Ein Sportplatz mit Flutlicht sowie eine Kegelbahn sind verfügbar.
Weitere in Schmira aktive Vereine sind der Schmiraer Carnevals Verein e. V., der Kirmes Verein Schmira e. V. sowie der Feuerwehrverein Schmira e. V.

## Töchter und Söhne des Ortes
- Fritz Henning (* 10. April 1917 in Schmira; † 5. Dezember 2005 in Neuss), Kapitänleutnant, U-Bootkommandant, Deutsches Kreuz in Gold 1944[10]